# 姚依林铜像
姚依林铜像是位于中华人民共和国安徽省池州市百荷公园的一尊铜像，用以纪念原中华人民共和国国务院副总理、贵池区刘街乡（今属梅街镇）人姚依林，是池州的城市象征之一。

## 概述
20世纪90年代初期，姚依林铜像所在的百牙山曾是一个未开发的丘陵，山上荒草丛生、古人坟冢密布。
1994年12月11日，姚依林在北京逝世。1998年1月12日，中共中央批准中共安徽省委和中共贵池市委建造姚依林铜像。1998年9月28日正式开始动工，1999年5月15日正式落成，当日，中共池州地委、池州地区行政公署在百荷公园举行揭幕仪式，时任全国政协副主席、安徽省青阳县人陈锦华，以及安徽省、池州地区、贵池市、刘街乡主要领导及姚依林亲属出席揭幕仪式。
姚依林铜像的基座高达0.4米，坐像高2.1米；座北朝南。铜像由中央美术学院设计，北京北郊青铜艺术铸造厂铸造。底稿按照1993年5月13日姚依林退休后在贵池齐山风景区端坐的照片，用青铜浇铸而成。底座正面镌刻有时任中共中央总书记江泽民题写的“姚依林同志”五个大字。

## 趣事
原贵池市人民政府及中国共青团贵池市委员会为移风易俗，于2000年9月28日上午8时，组织以“与祖国同喜、结世纪情缘”为主题的集体婚礼。当时有20对青年男女，身着婚纱礼服，汇集在姚依林铜像前。仪式结束后，每对新婚夫妇种下一棵象征爱情常青的“夫妻连理树”。此事当时在当地的大街小巷传为美谈，种下的树苗也至今仍存活。

## 图集

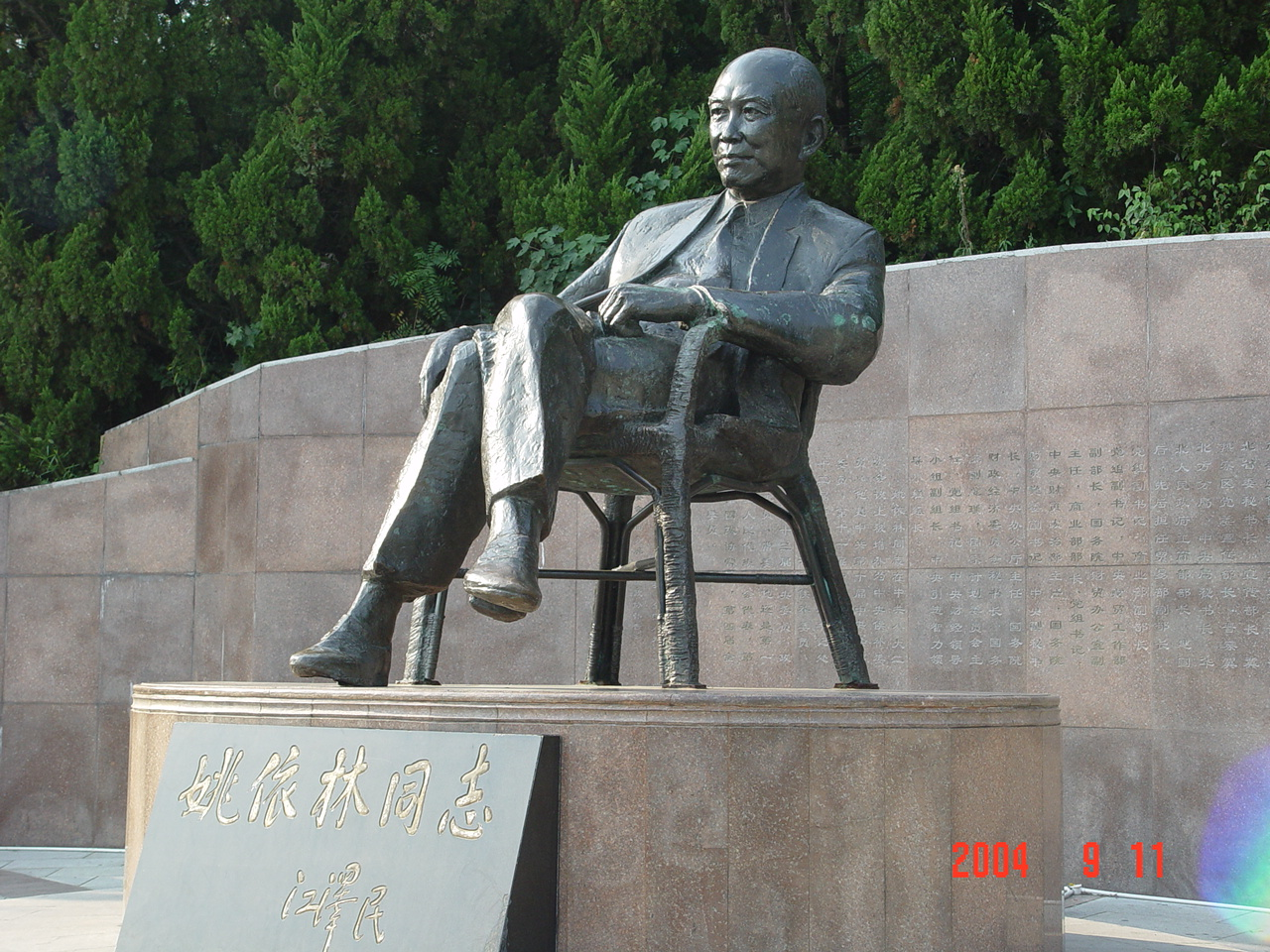
2004年的姚依林铜像
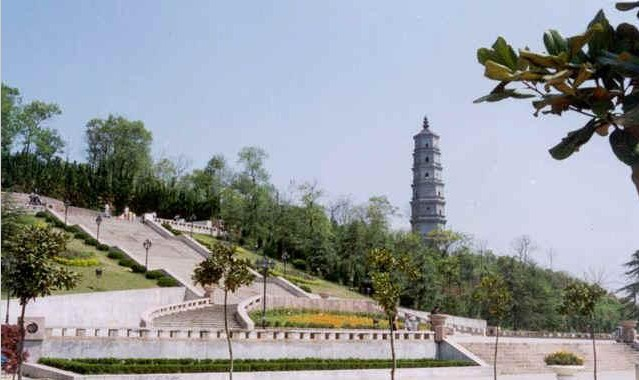
2007年的姚依林铜像纪念园
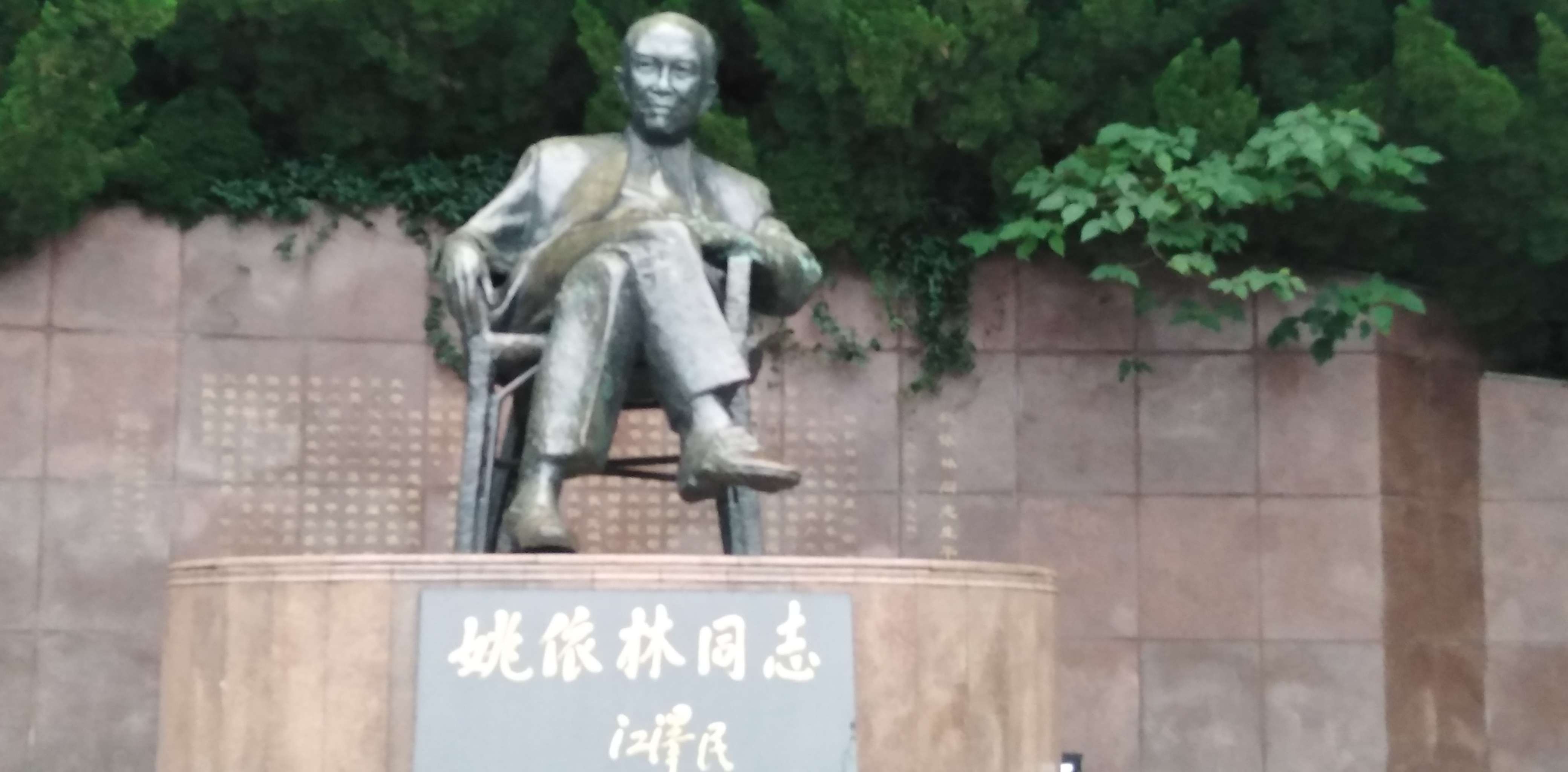
2021年的姚依林铜像纪念园
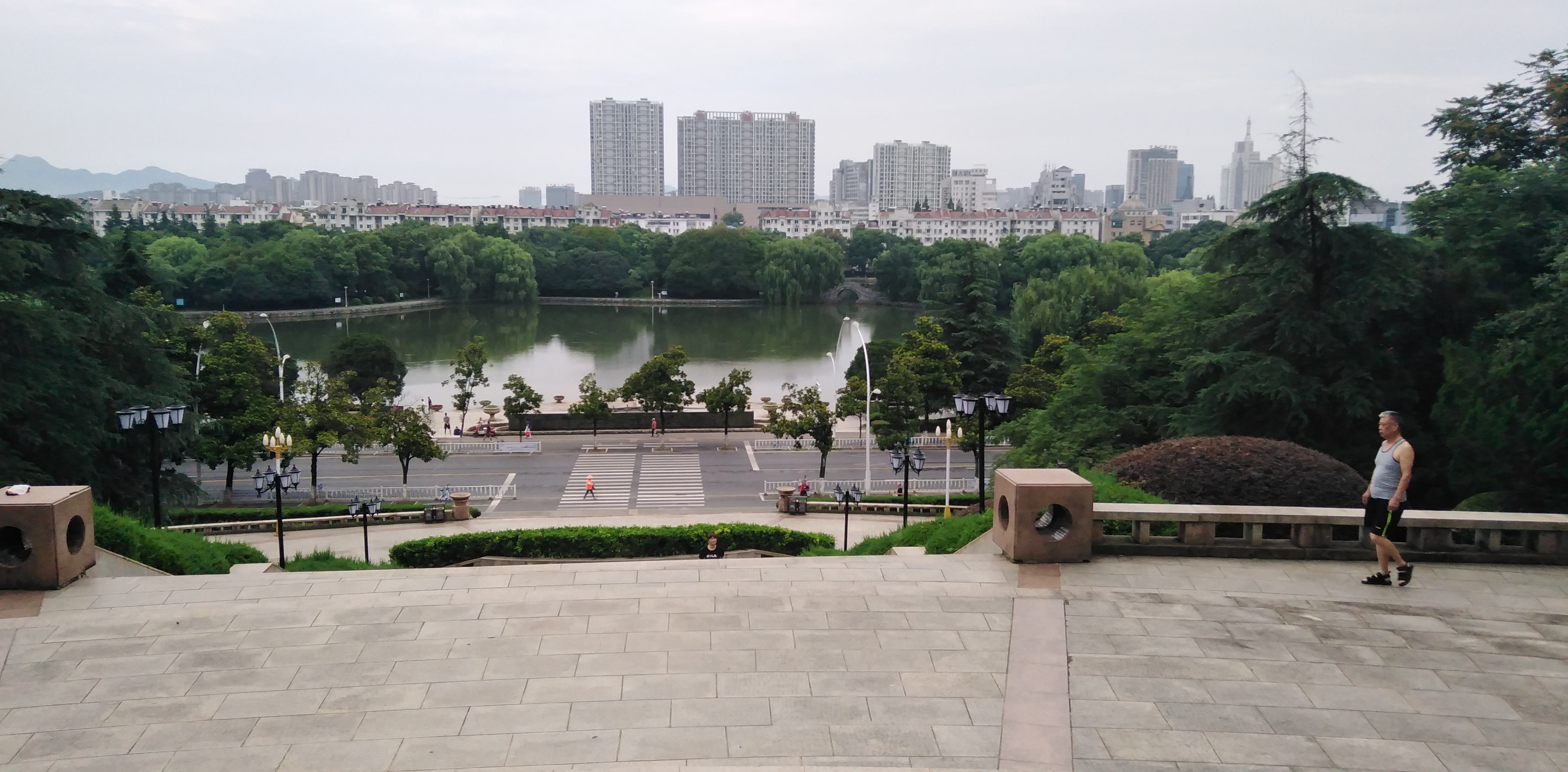
从姚依林铜像眺望百荷公园，两边的松树即为“夫妻连理树”